# Harry G. Summers Jr.
Harry G. Summers Jr. (ur. 6 maja 1932, zm. 14 listopada 1999) – autor neo-Clausewitzowskiej analizy wojny w Wietnamie, zatytułowanej, On Strategy:  A Critical Analysis of the Vietnam War (1982).  Summers był pułkownikiem piechoty w armii Stanów Zjednoczonych i służył jako dowódca brygady w wojnie w Korei i jako oficer operacyjny batalionu i korpusu w Wojnie w Wietnamie. Pułkownik Summers był także nauczycielem i wykładowcą na Strategic Studies Institute w U.S. Army War College w mieście Carlisle, w Pensylwanii. Służył w zespole negocjacyjnym dla Stanów Zjednoczonych pod koniec wojny w Wietnamie.
Był redaktorem Vietnam Magazine, a także częstym mówcą w college'ach oraz na wykładach i debatach.
Podczas Operacji Pustynna Burza, Col. Summers służył jako komentator na żywo bieżących stacji informacyjnych i stał się rozpoznawalny dla oglądających telewizję w tym czasie. W 1992 napisał książkę nt. tej wojny, zatytułowaną On Strategy II:  A Critical Analysis of the Gulf War.
Zmarł 14 listopada 1999 w Walter Reed Army Medical Center, w wieku 67 lat.

## Częściowa bibliografia

### Książki
- On Strategy: A Critical Analysis of the Vietnam War, Harry G. Summers, Presidio press, 1982, ISBN 0-89141-563-7, ISBN 978-0-89141-563-3 (225 stron)
- On Strategy II: A Critical Analysis of the Gulf War, Harry G. Summers, Dell, 1992, ISBN 0-440-21194-8, ISBN 978-0-440-21194-5 (302 strony)
- Historical Atlas of the Vietnam War, Harry G Summers, Stanley Karnow, Houghton Mifflin Co, 1995 ISBN 0-395-72223-3, ISBN 978-0-395-72223-7 (224 strony)
- The New World Strategy: A Military Policy for America's Future, Harry G. Summers, Simon & Schuster, 1995, ISBN 0-684-81208-8, ISBN 978-0-684-81208-3 (270 stron)
- Persian Gulf War Almanac, Harry G. Summers, Facts on File, 1995, ISBN 0-8160-2821-4, ISBN 978-0-8160-2821-4 (301 stron)
- The Vietnam War Almanac, Harry G. Summers, Presidio/Ballantine Books, 1999, ISBN 0-89141-692-7, ISBN 978-0-89141-692-0 (432 strony)
- Korean War Almanac, Harry G. Summers Jr., Replica Books, 1999, ISBN 0-7351-0209-0, ISBN 978-0-7351-0209-5 (348 stron)
- On Strategy: The Vietnam War in Context, Harry G Summers, Jr., Lightning Source Inc, 2002, ISBN 1-4102-0419-7, isbn 9781410204196 (152 strony)

### Jako współtwórca
- Desert Storm, edited by Military History Magazine, with Foreword By Harry Summers Jr., Howell Press, 1991, ISBN 0-943231-46-9, ISBN 978-0-943231-46-4 (176 stron)
- Phoenix and the Birds of prey: Counterinsurgency and Counterterrorism in Vietnam; Mark Moyar, Contributor Harry G. Summers Jr., Published by U of Nebraska Press, 2007 ISBN 0-8032-1602-5, ISBN 978-0-8032-1602-0 (496 stron)

### Inne
- Principles of War: The American Genesis; Reprint of Major (later Colonel) Edward S. Johnston's 1934 article, The Science of War with introduction and commentary by Colonel Wallace P. Franz, Infantry and Colonel Harry G. Summers Jr., Infantry.